# Schronisko PTTK na Błatniej

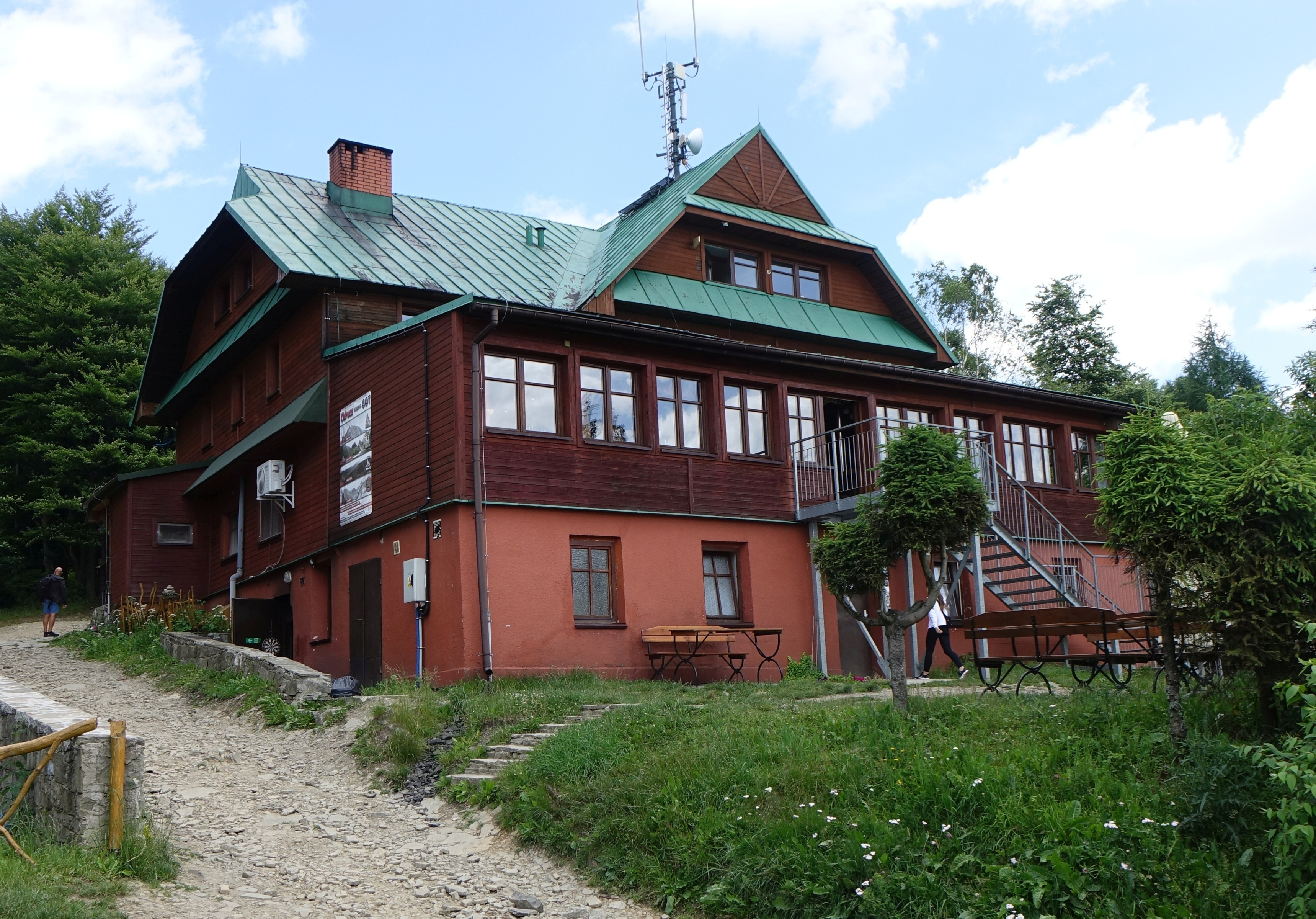

Schronisko PTTK na Błatniej – górskie schronisko turystyczne Polskiego Towarzystwa Turystyczno-Krajoznawczego w Beskidzie Śląskim, na Błatnej (Górze Błotnej), na wysokości 891 m n.p.m.

## Historia
Schronisko powstało w latach 1925–1926. Zostało wybudowane przez niemieckie Towarzystwo Turystyczne „Przyjaciele Przyrody” (niem. Touristen-Verein „Naturfreunde”) z Aleksandrowic. Budowniczym był cieśla Jan Krechut z Jaworza. Uroczyste otwarcie nastąpiło 23 maja 1926. Schronisko miało około 50 miejsc noclegowych, w tym 20 na łóżkach.
W 1930 koło Polskie Towarzystwo Tatrzańskie z Bielska zakupiło w pobliżu niemieckiego schroniska parcelę, aby wybudować własny obiekt. Ostatecznie, głównie z powodów finansowych (koło, a później oddział bielski rozpoczął budowę schroniska „Dworzec Beskidzki” w Zwardoniu) polskie schronisko nigdy nie powstało.
W czasie II wojny światowej Niemcy zajęli schronisko do celów wojskowych. Pod koniec działań wojennych, zimą 1944/1945, zdewastowali budynek, wykorzystując materiał z jego rozbiórki do budowy pobliskich umocnień polowych. Po II wojnie światowej zniszczone schronisko przejęło Polskie Towarzystwo Tatrzańskie i przystąpiło do jego odbudowy (wykorzystano m.in. materiały z budynku gospodarczego). Ponowne otwarcie obiektu nastąpiło już sierpniu 1945. W 1946 schronisko miało 15 miejsc noclegowych w 4 pokojach.
W latach 1959–1962 nastąpiła rozbudowa schroniska, pod opieką cieszyńskiego oddziału Polskiego Towarzystwa Turystyczno-Krajoznawczego. Kolejny duży remont miał miejsce w latach 1965–1968 – powstała wówczas obecna jadalnia, zmodernizowano kuchnię i sanitariaty, doprowadzono energię elektryczną oraz zainstalowano centralne ogrzewanie. Obiekt przykryto także nowym dachem.
W 2005 zdjęto ze ścian zewnętrznych budynku płyty azbestowo-cementowe i pokryto je drewnianą oblicówką.

## Warunki pobytu
Schronisko ma 50 miejsc noclegowych w pokojach dwu- i wieloosobowych. Do dyspozycji jest bufet z jadalnią, a w sezonie letnim czynny jest również ogródek.

## Szlaki turystyczne
Jaworze Centrum – Siodło pod Przykrą – Schronisko PTTK na Błatniej – Stołów – Trzy Kopce – Klimczok – Schronisko PTTK na Szyndzielni – Kołowrót – Bielsko-Biała Olszówka
 Bielsko-Biała Wapienica – Kopany – Przykra – Schronisko PTTK na Błatniej
 Jaworze-Nałęże – Mały Cisowy – Schronisko PTTK na Błatniej
 Schronisko PTTK na Równicy – Brenna Centrum – Schronisko PTTK na Błatniej